# Terc-Butil-bromid
A terc-butil-bromid szerves brómvegyület, mely terc-butil szénvázból és az ahhoz kapcsolódó bróm szubsztituensből áll. A szerves szintézisekben kiindulási anyagként használják. Izomerjei az 1-brómbután és a 2-brómbután.

## Fordítás
Ez a szócikk részben vagy egészben  a   Tert-Butyl bromide című angol Wikipédia-szócikk ezen változatának fordításán alapul.  Az eredeti cikk szerkesztőit annak laptörténete sorolja fel. Ez a jelzés csupán a megfogalmazás eredetét és a szerzői jogokat jelzi, nem szolgál a cikkben szereplő információk forrásmegjelöléseként.